# كريستيان كوم
كريستيان كوم (13 سبتمبر 1985 بفرانكفورت في ألمانيا - ) هو لاعب كرة قدم هولندي وألماني في مركزي الدفاع وقلب الدفاع. لعب مع أدو دين هاغ ونادي أوترخت ونادي هيرنفين.

## وصلات خارجية
- كريستيان كوم على موقع الاتحاد الأوربي (الإنجليزية)
- كريستيان كوم على موقع قاعدة بيانات كرة القدم.إي يو (الإنجليزية)
- كريستيان كوم على موقع Soccerway.com (الإنجليزية)
- كريستيان كوم على موقع عالم كرة القدم.نت (الإنجليزية)